# Hoa hậu Thế giới 1952

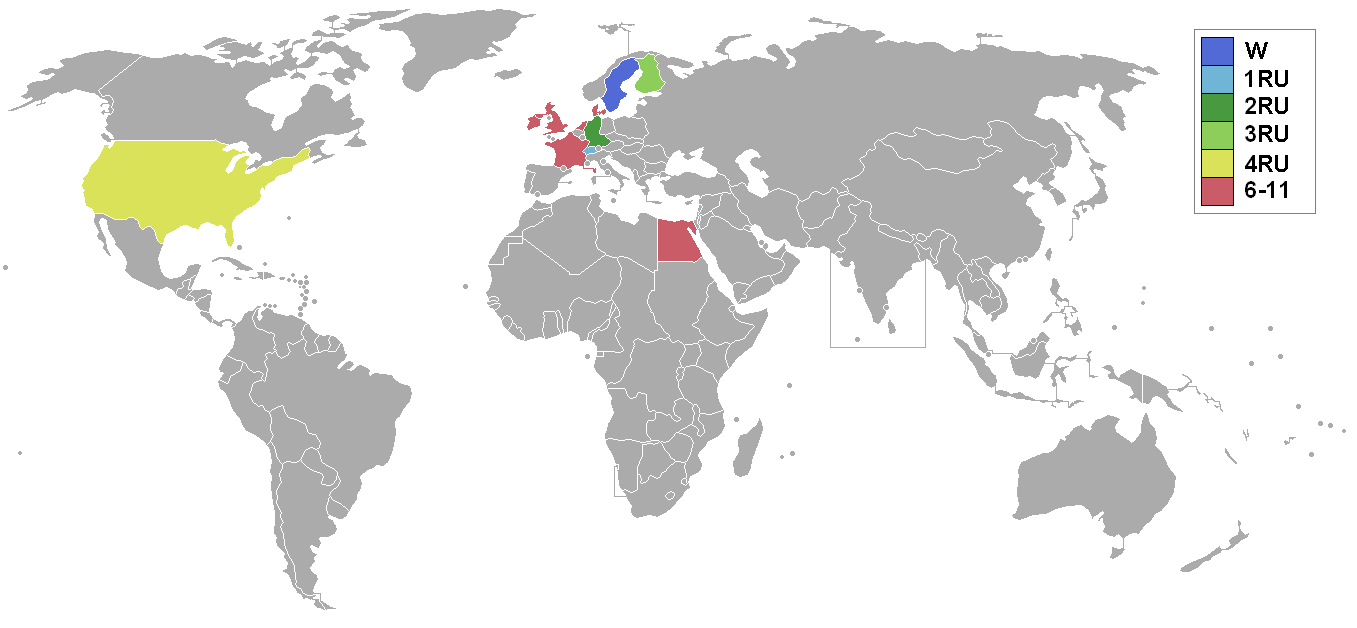
Các quốc gia và vùng lãnh thổ tham dự cuộc thi và kết quả.

Hoa hậu Thế giới 1952, là cuộc thi Hoa hậu Thế giới lần thứ 2, diễn ra vào ngày 14 tháng 11 năm 1952 tại nhà hát Lyceum, Luân Đôn, Vương quốc Anh. Hoa hậu Thế giới 1951 - Kiki Håkansson từ Thụy Điển đã trao vương miện cho người đồng hương của mình- May Louise Flodin. May Louise Flodin đã là người chiến thắng thứ hai liên tiếp từ đất nước đầu tiên trong lịch sử cuộc thi

## Các kết quả
| Kết quả               | Thí sinh                          |
| --------------------- | --------------------------------- |
| Hoa hậu Thế giới 1952 | - Thụy Điển – May Louise Flodin † |
| Á hậu 1               | - Thụy Sĩ – Sylvia Müller         |
| Á hậu 2               | - Tây Đức – Vera Marks            |
| Á hậu 3               | - Phần Lan – Eeva Hellas          |
| Á hậu 4               | - Hoa Kỳ – Tally Richards         |

## Các thí sinh
- Đan Mạch - Lillian Christensen
- Ai Cập - Không có thông tin về thí sinh này
- Phần Lan - Eeva Maria Hellas
- Pháp - Nicole Drouin
- Tây Đức - Vera Marks
- Vương quốc Anh - Doreen Dawne
- Hà Lan - Sanny Weitner
- Ireland - Eithne Dunne
- Thụy Điển - May Louise Flodin
- Thụy Sĩ - Sylvia Müller
- Hoa Kỳ - Tally Richards

### Thí sinh bị loại
- Bỉ - Anne-Marie Pauwels (Bị loại bởi vì cô đã dẫn bạn trai theo mình vào ngày cô đến Anh tham dự cuộc thi)